# Liste des arrêtés de protection de biotope d'Ille-et-Vilaine
La liste des arrêtés de protection de biotope d'Ille-et-Vilaine présente les arrêtés de protection de biotope du département d'Ille-et-Vilaine.

L’arrêté de protection de biotope est un outil réglementaire issue de la loi du 10 juillet 1976, relative à la protection de la nature. La création d'un arrêté de protection de biotope revient au préfet de département, généralement sur proposition d’association de protection de la nature.

## Liste
| Nom                                                   | commune             | Date de création           | Superficie(ha) | Motif de la protection | Remarques                                                         | Localisation | Illustration |
| ----------------------------------------------------- | ------------------- | -------------------------- | -------------- | --- | ----------------------------------------------------------------- | ------------ | ------------ |
| Église paroissiale de Guichen                         | Guichen             | Arrêté du 27 avril 1994    |                | Chiroptère : grand murin | Géré par Bretagne vivante                                         |              |              |
| Église paroissiale de Tremblay                        | Tremblay            | Arrêté du 14 décembre 2001 |                | Chiroptère : grand murin | Géré par Bretagne vivante                                         |              |              |
| Église paroissiale de Baguer-Pican                    | Baguer-Pican        | Arrêté du 14 décembre 2001 |                | Chiroptère : grand murin | Géré par Bretagne vivante                                         |              |              |
| Église paroissiale de Renac                           | Renac               | Arrêté du 18 août 1997     |                | Chiroptères : grand murin, grand rhinolophe | Géré par Bretagne vivante                                         |              |              |
| Anciennes fortifications de la Garde Guérin           | Saint-Briac-sur-Mer | Arrêté du 18 août 1997     | 9,72           | Chiroptères : grand murin, grand rhinolophe | Géré par Bretagne vivante et le Conseil général d'Ille-et-Vilaine |              |              |
| Landes blanches de Lassy et de Baulon                 | Lassy, Baulon       | Arrêté du 30 juin 2003     | 56,87          | Flore : ciboulette sauvage, glaïeul d'Illyrie, osmonde royale | Géré par le Conseil général d'Ille-et-Vilaine                     |              |              |
| Golfe de Dinard                                       | Saint-Briac-sur-Mer | Arrêté du 25 mai 1998      | 60             | Flore : ophrys araignée, orchis grenouille, ophioglosse, panicaut maritime ou chardon bleu | Suivi du Conservatoire botanique national de Brest                |              |              |
| Église paroissiale de Pléchatel                       | Pléchatel           | Arrêté du 24 août 2001     |                | Chiroptère : grand murin | Géré par Bretagne vivante                                         |              |              |
| Moulin de la Higourdais                               | Epiniac             | Arrêté du 24 août 2001     |                | Chiroptère : petit rhinolophe | Géré par Bretagne vivante et le Conseil général d'Ille-et-Vilaine |              |              |
| Église paroissiale d'Ercé-en-Lamée                    | Ercé-en-Lamée       | Arrêté du 24 août 2001     |                | Chiroptère : grand murin | Géré par Bretagne vivante                                         |              |              |
| Mares de la Tremblais                                 | Mordelles           | Arrêté du 4 juin 2009      | 1,32           | Amphibiens et reptiles : Couleuvre à collier, Grenouille agile, Grenouille de Lessona, Grenouille verte, Lézard des murailles, Lézard vert occidental, Orvet fragile, Rainette verte, Salamandre tachetée, Triton alpestre, Triton de Blasius, Triton crêté, Triton palmé, Triton ponctué | Géré par Bretagne vivante                                         |              |              |
| Mares des Mottais, de l’Hourmel et de la Petite Lande | Noyal-sur-Vilaine   | Arrêté du 5 mai 2009       | 8,7            | Amphibiens : Crapaud accoucheur, Crapaud commun, Grenouille agile, Grenouille rieuse, Grenouille rousse, Grenouille verte, Rainette verte |                                                                   |              |              |
| Concasseur du Clos Pointu                             | Saint-Malo-de-Phily | Arrêté du 28 février 2014  |                | Chiroptère : grand rhinolophe |                                                                   |              |              |
| Combles et clocher de l'église de Dingé               | Dingé               | Arrêté du 28 février 2014  |                | Chiroptère : grand murin |                                                                   |              |              |